# Laaber
Laaber este o comună-târg din districtul Regensburg, regiunea administrativă Palatinatul Superior, landul Bavaria, Germania. Comuna este traversată de Schwarze Laber, afluent al Dunării, pe partea stângă.